# والت ويليامز
والت ويليامز (بالإنجليزية: Walt Williams)‏ مواليد 16 أبريل 1970 في واشنطن العاصمة، هو لاعب كرة سلة أمريكي سابق. بدأ مسيرته الاحترافية في سنة 1992. تم اختياره من قبل فريق سكرامنتو كينغز خلال الدرافت. يبلغ طوله 6 قدم 8 بوصة (2.0 م). حقق المركز الثالث في دورة الألعاب الأمريكية 1991. اعتزل اللعب في 2003. أحرز خلال مسيرته في الإن بي إيه 8385 نقطة بمعدل 11.8 نقطة في المباراة الواحدة.

## المسيرة الاحترافية
لعب مع سكرامنتو كينغز من سنة 1992 إلى 1996، ثم لعب مع ميامي هيت في سنة 1996، ثم لعب مع تورونتو رابتورز من سنة 1996 إلى 1998، ثم لعب مع بورتلاند ترايل بلايزرز من سنة 1997 إلى 1999، ثم لعب مع هيوستن روكتس من سنة 1999 إلى 2002، ثم لعب مع دالاس مافيريكس في موسم 2002–2003.

## الميداليات
| الميدالية | المسابقة                    |
| --------- | --------------------------- |
| برونزية   | دورة الألعاب الأمريكية 1991 |

## روابط خارجية
- والت ويليامز على موقع IMDb (الإنجليزية)
- والت ويليامز على موقع ميوزك برينز (الإنجليزية)
- والت ويليامز على موقع إن بي أي (الإنجليزية)
- والت ويليامز على موقع سبورتس رفرنس (الإنجليزية)
- والت ويليامز على موقع كرة السلة الأوروبية.كوم (الإنجليزية)
- والت ويليامز على موقع كلية كرة السلة في سبورتس رفرنس.كوم (الإنجليزية)
- والت ويليامز على موقع ريلجم (الإنجليزية)
- والت ويليامز على موقع بروبوليرز (الإنجليزية)